# Le Caravage (bande dessinée)
Pour l’article homonyme, voir Le Caravage.
Le Caravage est un diptyque de bande dessinée historique retraçant la vie de Michelangelo Merisi da Caravaggio dit Le Caravage, peintre italien né en 1571 et décédé en 1610, connu notamment pour son emploi du clair-obscur. L'œuvre est scénarisée et dessinée par Milo Manara et mise en couleur par sa fille Simona Manara. Le premier album, La palette et l'épée, paraît en 2015 ; le second volume, La grâce, en 2018. L'éditeur est Glénat.

## Synopsis

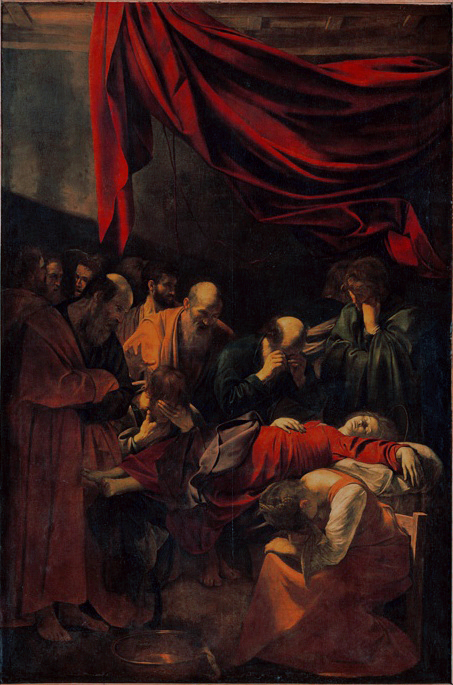
La Mort de la Vierge (1605 ou 1606).

La narration commence avec le voyage vers Rome de Michelangelo Merisi da Caravaggio, en 1592. Il sauve Lanzi d'une agression et celui-ci lui présente un groupe d'artistes. Caravage intègre un atelier et le Cavalier d'Arpin lui commande des dessins de fleurs et de fruits ; frustré, l'artiste passe ses nuits à dessiner des « nus naturalistes ». Le cardinal Del Monte commande au Caravage des tableaux différents. Très attaché aux gens du peuple, l'artiste prend la défense d'une prostituée, ce qui le conduit en prison ; le cardinal obtient sa libération. Cette prostituée, Anna Bianchini, lui sert de modèle et son « protecteur » est Ranuccio Tommasoni. Le Caravage réalise des portraits pour d'autres personnages puissants. Anna Bianchini décède et l'artiste en tire le tableau La Mort de la Vierge. Ayant vaincu Ranuccio Tommasoni en duel, Caravage doit quitter Rome.
Dans le second volume sont décrites les quatre années qui suivent ce duel, « de la fuite de Rome à la mort survenue sur le chemin du retour ». La narration commence en 1606 : le peintre, condamné à mort, mène une vie d'exil, une « chaotique descente aux enfers » en attendant la grâce papale qui lui permettrait de revenir. Voyageant entre Naples, Malte et la Sicile, il réalise des œuvres comme La Décollation de saint Jean-Baptiste au cours de son errance « marquée par ses nombreuses rixes, ses arrestations fréquentes et ses délires éthyliques suicidaires ». Il décède en juillet 1610 sur la plage de Porto Ercole en Toscane.

## Publication
- La palette et l'épée, Glénat, 2015  (ISBN 978-2-7234-8987-4) (BNF 43491598)
- La grâce, Glénat, 2018  (ISBN 978-2-7234-9121-1) (BNF 45548186)
- Le Caravage, édition intégrale en noir et blanc, Glénat, 2019  (ISBN 978-2-344-03902-1) (BNF 45860258)

## Genèse de l'œuvre
Milo Manara est un auteur de bande dessinée italien né en 1945, dont l'œuvre la plus célèbre est Le Déclic, une série de bande dessinée érotique,. Il est connu pour ses dessins sensuels ainsi que ses collaborations avec Alejandro Jodorowsky, Hugo Pratt et Federico Fellini,. Sa première bande dessinée est publiée en 1969 en Italie, dans des fumetti, « des petits fascicules de BD bon marché ».
Dans sa jeunesse, l'artiste a été frappé par le réalisme du Crucifiement de saint Pierre et s'est ensuite intéressé au Caravage, « le rétif à l'autorité, l'audacieux censuré par le clergé ». À l'origine, Manara n'envisageait pas de devenir bédéaste ; alors qu'il est étudiant aux Beaux-Arts, la lecture de Barbarella, de Jean-Claude Forest, et des Aventures de Jodelle, de Guy Peellaert, marquent un tournant dans sa carrière,,. Dans ses cours sur l'histoire de l'art, le sujet de fin de cycle porte sur les travaux du Caravage.
Manara admire en Caravage « l'homme rebelle et l'artiste novateur, qui a bouleversé toute l'histoire de l'art ». Le peintre italien choisissait ses modèles parmi « les vrais pauvres, les misérables ». À l'instar du peintre, Manara a beaucoup dessiné d'après des passantes croisées dans la rue. Il constate que, si « de nombreux écrivains et cinéastes ont raconté sa vie », aucun artiste visuel n'a retracé la vie du célèbre peintre : « il m'a semblé intéressant de poser un regard professionnel sur lui ». Il a souhaité brosser son portrait comme « l'aurait fait un de ses élèves ». Le bédéaste regrette que les biographies du peintre le montrent tout entier tourné vers son art, alors qu'en réalité Le Caravage traversait des épisodes où il délaissait ses toiles pour d'autres activités. Il estime que « Caravage, c'est le peintre des ténèbres les plus noires et de l'éclairage le plus violent. Aucun artiste n'aura à ce point tutoyé les abîmes ». 
Le dessinateur a collaboré avec Jodorowsky sur les Borgia pour une série de bande dessinée, ce qui l'a conduit a recueillir beaucoup de documentation non utilisée sur la période baroque à Rome. Il a employé ces matériaux pour le diptyque, s'appuyant par exemple sur les gravures de Piranese et Giuseppe Vasi ainsi que sur le livre d'Helen Langdon. Manara montre d'autres personnages historiques, comme Anna Bianchini (it), Fillide Melandroni, Onorio Longhi, Ranuccio Tommasoni.
Manara s'est rendu sur les lieux que Caravage a traversés : Naples, Malte, Syracuse.

## Choix artistiques

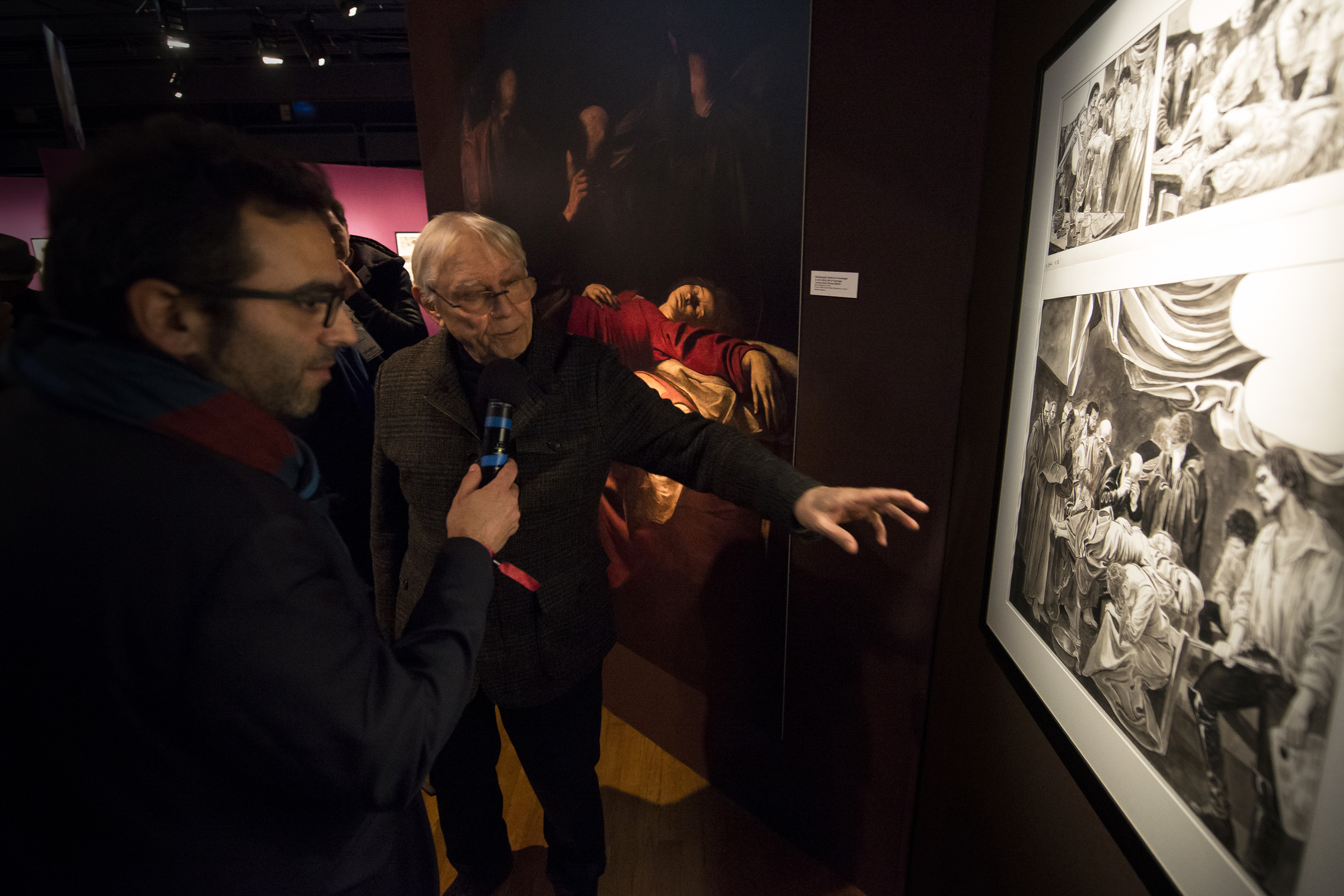
Milo Manara expliquant une planche sur Le Caravage au festival d'Angoulême 2019.

Manara choisit à plusieurs reprises de reproduire les tableaux du peintre,, notamment dans la période de son exil, entre la fuite de Rome et le décès sur le chemin du retour : les albums présentent ainsi Marie-Madeleine en extase. La biographie « décrit minutieusement le processus de création du Caravage ». Le premier volume comporte ainsi près de vingt-cinq tableaux du Caravage.
Milo Manara confie à sa fille Simona, architecte, le soin des couleurs par ordinateur : c'est la première fois que les œuvres du dessinateur reçoivent ce traitement. Cette technique a permis de « cloner » les couleurs des tableaux originaux. Les albums présentent des « teintes crépusculaires rehaussées de rouge, éclairages contrastés ». En effet, selon Manara, Caravage peignait beaucoup durant la nuit et la lumière artificielle « faisait émerger les personnages des ténèbres ». Le dessinateur recourt lui aussi au clair-obscur « afin d'accentuer le caractère impétueux de son héros ». Manara emploie à dessein une « palette ocre assez sombre, et [...] beaucoup de clair-obscurs ».
La narration dépeint Rome à l'époque de l'action : « ruines antiques, fortifications médiévales et palais baroques ». Le héros est dépeint comme bagarreur, mais aussi « obsédé par ses recherches picturales, son désir brûlant de traduire l'essence de la réalité ». Il existe des lacunes dans la biographie de Caravage, que Manara comble avec ses propres hypothèses, dans lesquelles La Voix du Nord voit des « spéculations tout à fait passionnantes et crédibles ». En effet, lorsqu'il ne peignait pas, Caravage menait une vie intense, « une vie de bande dessinée, picaresque, romanesque, avec beaucoup de dramaturgie ». En particulier, Manara prend le parti de ne pas présenter le héros comme homosexuel.
Le dessinateur s'appuie sur des gravures, recopiant par exemple celle de Piranese représentant le pont Salario et celle de Giuseppe Vasi pour la porte Nord de Rome. Il a imaginé la prison Tor Di Nona, qui n'existe plus, toujours en s'inspirant du style de Piranese.

## Accueil critique
L'œuvre reçoit un accueil critique très positif, tant dans la presse nationale comme Aujourd'hui en France, Le Huffington Post, Télérama que dans la presse régionale comme La Voix du Nord, 24 Heures,, Sud Ouest et d'autres périodiques,,. Le Vif voit dans le diptyque « une véritable ode à l'art, à la beauté et à cette Renaissance italienne qui n'en finit pas de fasciner Manara, et dont il revendique pleinement l'héritage pictural ».
Le Figaro estime que la biographie est « plutôt fidèle et bien rendue, notamment par le soin mis à sublimer les courbes féminines et les paysages urbains ».
Les médias spécialisés réservent également un accueil positif aux ouvrages, comme Connaissance des arts, tout comme les sites spécialisés en bande dessinée comme Actua BD, BD Gest', Planète BD,, Jean-Laurent Truc,.

### Récompense
Le magazine Historia décerne en 2015 le Prix Historia de la bande dessinée au tome 1, La palette et l'épée, ; le jury estime que « Manara respecte fidèlement la biographie du Caravage, telle qu'on la connaît » et la qualité de l'ouvrage conduit le jury à récompenser « autant une excellente BD d'histoire qu'une extraordinaire œuvre d'art ». 
En juillet 2015, l'ACBD propose le premier tome dans sa liste des vingt albums à emporter en vacances.

## Postérité
En 2016, Manara est l'invité d'honneur du festival Delémont'BD, où sont exposées des planches de l'artiste.
Pour les cinquante ans de carrière de Milo Manara, le festival d'Angoulême 2019 organise dans l'espace Franquin, et pour la première fois, une vaste rétrospective de ses œuvres, intitulée Manara, itinéraire d'un maestro de Pratt à Caravage, occasion pour le dessinateur de décrire son admiration pour ses maîtres et d'évoquer la place du Caravage dans son parcours,.